# Antonius de Heide
Antonius de Heyde (Philippine, 1646 – Rijnsburg, 1705), was een Nederlandse chirurgijn en arts. Hij heeft bekendheid verworven als kritische farmaceut; als de eerste in Europa die zich bezig heeft gehouden met experimenteel onderzoek naar het proces van genezing van botfracturen; als pionier inzake luchtinjecties in levende organismen; en als de derde Nederlander (na Jan Swammerdam en Antoni van Leeuwenhoek) die zeer succesvol de microscoop als onderzoeksinstrument benutte.  
In zijn tijd was er nog geen uniforme spelling van familienamen. Zijn familienaam schreef hij zelf als De Heyde, De Heide of D'Heyde, al dan niet met een hoofdletter voor het tussenvoegsel.

## Biografie
Antonius de Heyde is in 1646 gedoopt in het Zeeuws-Vlaamse stadje Philippine, als zoon van Cornelis de Heyde, chirurgijn ter plaatse. In de vroege jaren 1660 volgde De Heyde in Middelburg de opleiding tot chirurgijn, een opleiding die sinds 1658 werd verzorgd door de arts Cornelis van de Voorde en de deken van het Middelburgse chirurgijnsgilde, Cornelis Hendricx. In november 1667 schreef hij zich in als medisch student aan de Universiteit Leiden, waar hij in november 1668 op een dissertatie De Cancro promoveerde tot medisch doctor bij de hoogleraar Franciscus de le Boë Sylvius. Hierna vestigde hij zich als arts in Middelburg, waar hij in 1669 lid werd van het Collegium Medicum Medioburgense, een artsengezelschap dat het jaar tevoren door de medicus Anthony Everaerts was opgericht. Binnen dit gezelschap hielden sommigen, waaronder de oprichter Everaerts, de Lector Anatomie Van de Voorde en De Heyde zich bezig met origineel medisch-anatomisch en chemisch onderzoek.
In 1680 trouwde De Heyde met Margretha van Waesberge, de dochter van de Amsterdamse uitgever en boekhandelaar Johannes Janssonius van Waesberge. Vijf jaar later werd hij aangesteld tot diaken in de Nederduits gereformeerde kerk van Middelburg. Dan verlegt zijn belangstelling zich naar het theologische domein. In 1686 verschijnt zijn laatste wetenschappelijke werk. 
Niet lang daarna ontmoette De Heyde de mystieke schrijver Pierre Poiret, een volgeling van de inmiddels overleden mystica Antoinette Bourignon. De Heyde kwam dermate onder de indruk van de geschriften van Bourignon en Poiret, dat hij zijn praktijk liet varen en zich aansloot bij Poirets leefgemeenschap in het Hollandse Rijnsburg, samen met zijn vrouw en dochter. In 1699 liet De Heyde voor het laatst van zich horen als een toegewijd discipel van Bourignon, wiens ‘heiligheid en goddelijke verlichting’ hij uitvoerig beschreef en aanprees.. De Heyde bleef in Rijnsburg tot zijn overlijden in april 1705.  Zijn echtgenote overleefde hem drie jaar, een ‘onmondige’ dochter, genaamd Maria de Heyde nalatende.

## Publicaties
In 1677 trad De Heyde voor het eerst in de openbaarheid door zich bekend te maken als de vertaler een boek van Thomas Willis, een Engelse arts uit Oxford die de werking van geneesmiddelen onderzocht. Maar waarschijnlijk is De Heyde ook de anonieme vertaler van een eerder verschenen boek van Willis over hetzelfde thema.
In 1680 zette hij zich aan een bewerking van het chirugijnsleerboek van zijn inmiddels overleden leermeester Van de Voorde, dat hij aanvulde met talrijke aantekeningen uit eigen – deels microscopisch – onderzoek. Het werk aan dit boek zette hem ertoe aan om de ‘gronden der geneeskunst wat verder op te graven’. Het resultaat was een eigen farmaceutisch leerboek, het Nieu Ligt der Apothekers, dat hij in 1682 presenteerde en waarvan de tekst deels in zowel het Duits als het Frans is vertaald.

## Werk

### Trilhaarbeweging bij mosselen
Op De Heyde’s naam staan een aantal ontdekkingen, waarvan die van de trilhaarbeweging bij mosselen het meest bekend is. Later, in 1835, is door Purkinje en Valentin aangetoond dat de kenmerkende pulserende bewegingen van deze trilharen een universeel fenomeen zijn, voorkomend bij mens, dier en plant.  Deze vondst publiceerde De Heyde in 1683 met een opdracht aan de – op onderzoeksgebied toonaangevende – Royal Society of London.  Daarmee was De Heyde, na Jan Swammerdam en Antoni van Leeuwenhoek, de derde Nederlander die resultaten van microscopisch onderzoek door de drukpers wereldkundig maakte.

### Inzet voor een nieuwe farmacie
De Heyde zag de iatrochemie als de basis voor het begrijpen van het menselijk lichaam. Dit was een op alchemie gebaseerde medische leer gegrondvest door Paracelsus (c. 1494–1541) in de 16e eeuw. en nadien aangepast door Jan Baptista van Helmont (1577–1644). Zijn voorkeur voor de iatrochemie had de Heyde opgedaan tijdens zijn opleiding in Middelburg en Leiden. In beide plaatsen waren zijn docenten aanhangers van de iatrochemie. Voornoemde Thomas Willis, van wie De Heide in 1681 een laatste vertaling publiceerde,  was eveneens een van de grote voorvechters van een op scheikundige middelen gestoelde artsenpraktijk. Saskia Klerk heeft in haar studie Galen reconsidered uiteengezet dat De Heyde’s vertalingen in Nederland het begin hebben ingeluid van een discussie over de grondslagen van de farmacie. Overigens werd zijn rol als vertaler van het werk van Willis hierna overgenomen door de eveneens in Middelburg geboren, maar in Amsterdam werkzame arts Steven Blankaart.

### Ontdekking van de rol van de haarvaten
Bij een iatrochemisch onderzoek naar de gevolgen van contact tussen bijtende stoffen en bloedvaten ontdekte De Heyde toevallig de functie van haarvaten. De koppeling tussen arteriën en venen was tot die tijd nog niet bekend, er werd enkel over gespeculeerd. Om die reden was deze ontdekking dan ook een grote ontwikkeling op het gebied van kennis van de bloedsomloop

### Overig
De Heyde ontwikkelde bij zijn microscopisch onderzoek eigen technieken, die hem in staat stelden om stromend bloed in een levend preparaat waar te nemen, iets wat bijvoorbeeld Van Leeuwenhoek nooit is gelukt. De microscoop die De Heyde hierbij gebruikte had overigens een enkele lens (net als die van Leeuwenhoek), die door De Heyde kortweg ‘vergrootglas’ werd genoemd. 
Ook moet De Heyde beschouwd worden als een pionier op het gebied van de studie van botvorming. De medisch-historicus Leonard Peltier laat de experimentele bestudering van osteogenesis zelfs beginnen met De Heyde’s in 1682 gepubliceerde werk over botvorming bij kikkers.

## Familie
Vier van De Heyde's zwagers waren in Amsterdam werkzaam als boekhandelaar en uitgever. Dit waren respectievelijk Joannes en Gillis van Waesberge, Willem Goeree en Joannes Wolters.
De Heyde's publicaties zijn dan ook zonder uitzondering door deze familieleden uitgebracht. 
Ook de vertaler van De Heyde’s Anatome Mytuli (1683), de polyhistor Theodorus Janssonius van Almeloveen was familie.
Een andere zwager was broer Joannes de Heyde uit Sas van Gent. Deze was in 1686 was getrouwd met Francina van Waesberge, een zuster van Antonius' echtgenote Margretha van Waesberge. Deze schoonzus Francina sloot zich omstreeks 1697 als weduwe aan bij De Heyde's leefgemeenschap in Rijnsburg. Na het overlijden van haar zus en zwager vestigde Francina zich te Leiden, eerst (1715) in het Pieter Loridanshof, later (1729) in het St Elisabethsgasthuis, een Leids proveniershuis. Bij haar dood in 1731 werd ze bijgezet in Rijnsburg, in het graf van haar zus en zwager Antonius de Heyde. In haar nalatenschap bevond zich "Een Sluijtmande met eenige franse den duijtse boeken geschreven door Antoinette Bourignon”.